# Distretto di Laufen
Il distretto di Laufen è un distretto del Canton Basilea Campagna, in Svizzera. Confina con il distretto di Arlesheim a nord-est, con il Canton Soletta (distretti di Dorneck a est e a nord e di Thierstein a sud e a nord-ovest), con il Canton Giura (distretto di Delémont) a sud-ovest e con la Francia (dipartimento dell'Alto Reno in Alsazia) a nord-ovest. Il capoluogo è Laufen.
Il distretto ha fatto parte dal 1815 al 1993 del Canton Berna. In seguito all'indipendenza del Canton Giura nel 1978 decise di rimanere parte del Canton Berna essendo a maggioranza tedesca a differenza del Giura francofono diventando quindi un'enclave. Nel 1994 venne unito al Canton Basilea Campagna.

## Comuni
Amministrativamente è diviso in 13 comuni:
- Blauen
- Brislach
- Burg im Leimental
- Dittingen
- Duggingen
- Grellingen
- Laufen
- Liesberg
- Nenzlingen
- Roggenburg
- Röschenz
- Wahlen
- Zwingen